# Palais d’Ismailiyya
Le palais d’Ismailiyya (en azerbaïdjanais : İsmailiyyə Sarayı) est un bâtiment historique qui fait actuellement office de présidium de l'Académie des sciences d'Azerbaïdjan. Il est situé dans la rue Istiglaliyyat à Bakou.

## Histoire
Le palais a été construit pour la Société de charité musulmane par Józef Plośko aux dépens du millionnaire Moussa Naghiyev en commémoration de son fils décédé, Ismayil, et porte le nom d'Ismailiyya. La construction a commencé en 1908 et s'est terminée en 1913.

## Emplacement
La construction des mosquées est désignée pour être située dans un lieu appelé "Gapan Dibi" au centre de la ville. Bien qu’il ait été initialement prévu de construire un jardin avec des fontaines entourant la mosquée, les clercs chrétiens, qui eurent une grande influence pendant la période de l’Empire russe, empêchèrent la construction d’une telle mosquée près de l’église Alexandre Nevski, appelée « église dorée. »
En attendant la décision du fonctionnaire, cette place devient peu à peu un marché naturel car la solution au problème prend trop de temps. Les aliments et autres biens, même les animaux destinés à la vente, sont amenés sur cette place. Connu sous le nom de marché du diable (Şeytan bazar), cet endroit était considéré comme le point le plus peuplé de Bakou à la fin du XIXe et au début du XXe siècle.

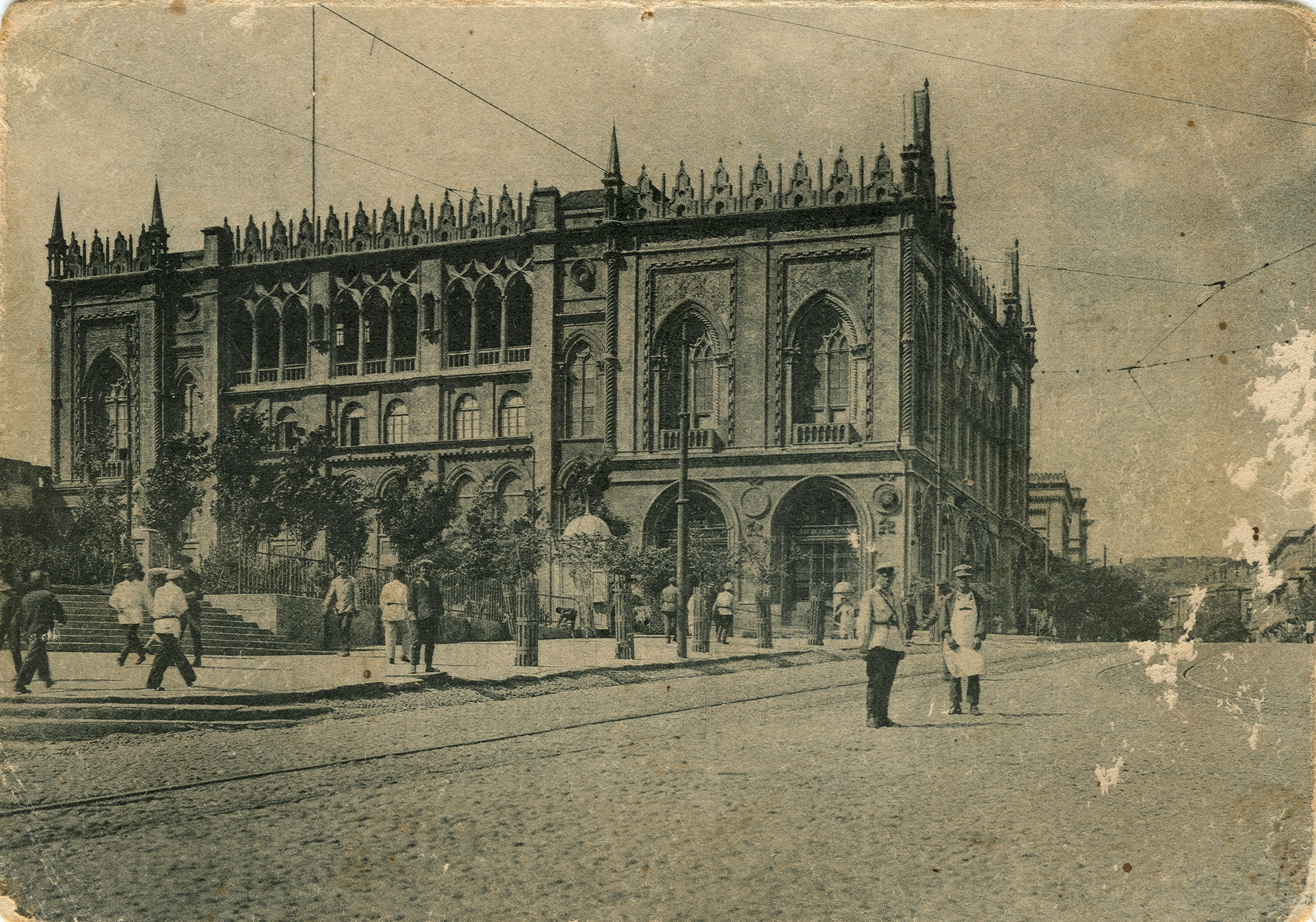
La rue Nikolayev, 1924.

Pendant que Hadji Zeïnalabdine planifiait l'école des filles de Taghiyev (1898-1901), Goslavski prépara également un projet de construction de marché qui devait être construit avec l'école en 1898. Les marchands de Chamakhi, Cheki et Gouba faisaient leurs achats sur les trottoirs. C'était une raison de pollution de l'environnement. En 1898, l'architecte de la ville, Y. Goslavski, sur l'avis de l’Autorité municipale, proposa de construire un marché commercialement viable et conforme aux normes sanitaires. Plus tard, les fonctionnaires envisageaient également de construire un jardin sur cette place. Après avoir envisagé la possibilité de vente dans la rue Nikolayev, le projet de création d’un marché dans cette région a été reporté. La Douma de la ville a estimé que l’autoroute centrale n’était pas le meilleur lieu commercial (pense que c’est la rue principale de l’actuelle rue Istigliyat à la fin du XIXe siècle). Néanmoins, cette zone fut vacante pendant dix ans jusqu'à la construction d'Ismailiyya, l'un des plus beaux palais de Bakou, selon l'ordre du milliardaire de Bakou, Agha Moussa Naghiyev, à la mémoire de son fils Ismayil (1875-1902).
Au début des années 1890, le projet de rue de Nikolayev a été achevé. Cette rue est entièrement réservée aux institutions administratives et publiques telles que le Gouvernorat, la Douma et le Bureau de la ville (bâtiment actuel du Comité exécutif de la ville de Bakou), « Realni Məktəb » (la construction actuelle de l’université économique d’État d’Azerbaïdjan), la mosquée et lignes commerciales. En 1893, la préparation de la zone pour la construction de la mosquée Djuma fut lancée. L'emplacement de la mosquée est décidé pour être placé autour des fontaines et de la piscine dans le parc. Les musulmans de Bakou voulaient créer une communauté religieuse qui installe des exemples de mosquées célèbres à Constantinople, Tabriz, Ispahan et d’autres villes de l’est qui représentent un environnement architectural magnifique composé de verdure, de fontaines et de bassins transparents.

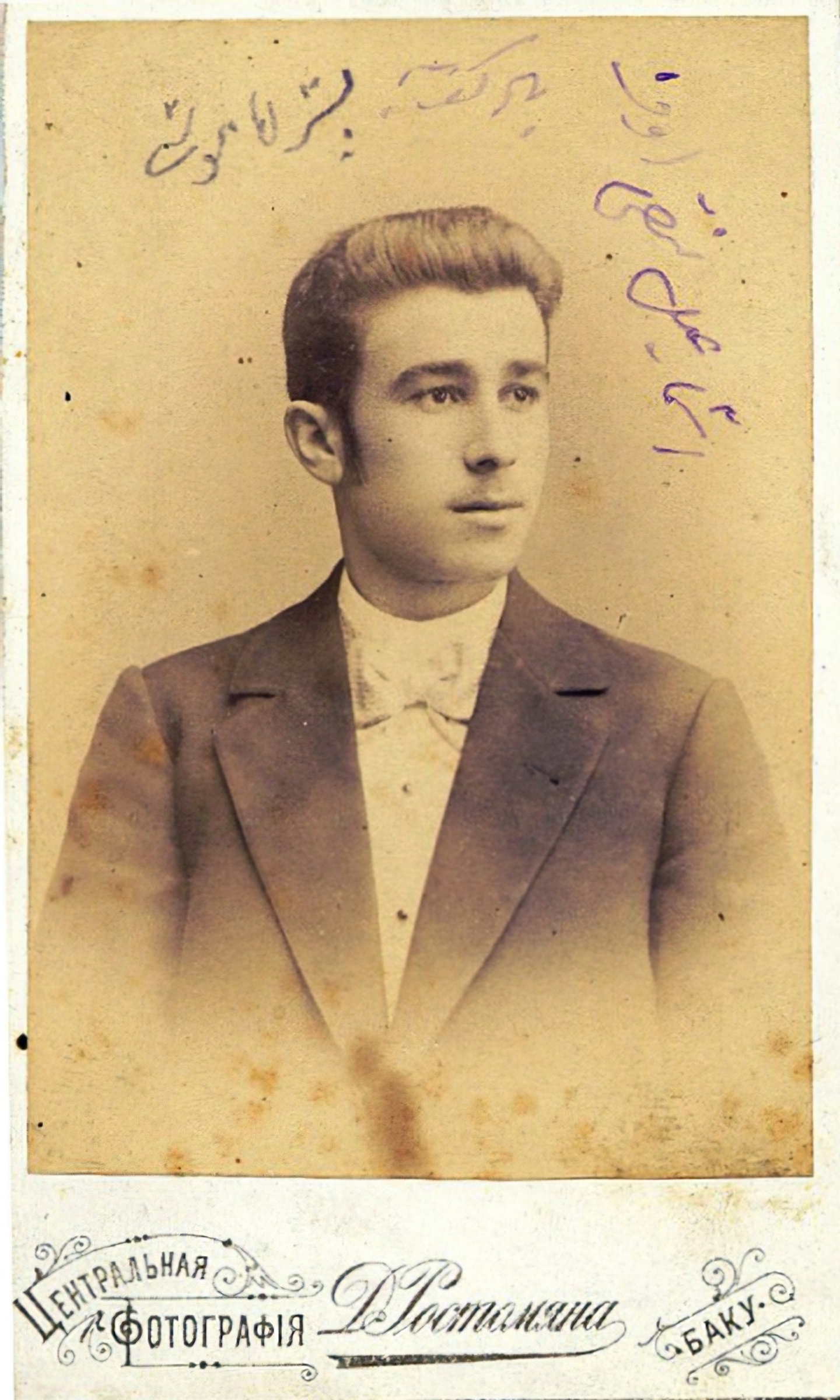
İsmayil bey Naghiyev

La construction de la mosquée Djuma a été confiée à la construction de l'école des filles de Hadji Zeïnalabdine Taguiev le 5 novembre 1896. La zone où l'actuel palais d'Ismailiyya est propice à la construction de villes (urbanisme) dans la rue et occupe une place importante dans le plan architectural.

## Architecture
Tout en rendant visite à son fils Ismail pendant son traitement en Suisse, il a toujours regardé le palais degli Scrigni e Corfu de style gothique et souhaitait construire une structure similaire pour son fils à Bakou.
En 1905, il envoya l'architecte polonais Plochko dans cette ville pour préparer le projet du palais en Suisse afin de construire le futur bâtiment d’Ismailliyya. Ce processus prenant trop de temps, l'architecte a dû rester en Suisse pendant trois ans.
L'architecte Plochko a représenté le projet du bâtiment vénitien à Agha Moussa et le 21 décembre 1908, la construction du bâtiment Ismailliya a été lancée lors de la cérémonie solennelle de l'imam. Ce palais a commencé à fonctionner le 7 avril 1913.

Le bâtiment a été construit dans le style gothique vénitien. Les phrases suivantes étaient gravées de lettres dorées sur les façades avant et latérales du bâtiment pour indiquer que ce bâtiment était destiné à la Société de charité musulmane:
“L'homme se lève avec le travail, et seulement avec l'aide du travail, il peut atteindre son objectif.”  “ Le travail a créé l'humain. ” “ Une personne doit s'efforcer d'acquérir des connaissances de la naissance à la mort. ” “ Musulmans, votre siècle meurt avec vous. Préparez vos descendants pour l'avenir.” “Efforcez-vous de la connaissance, malgré la longueur du chemin.” 

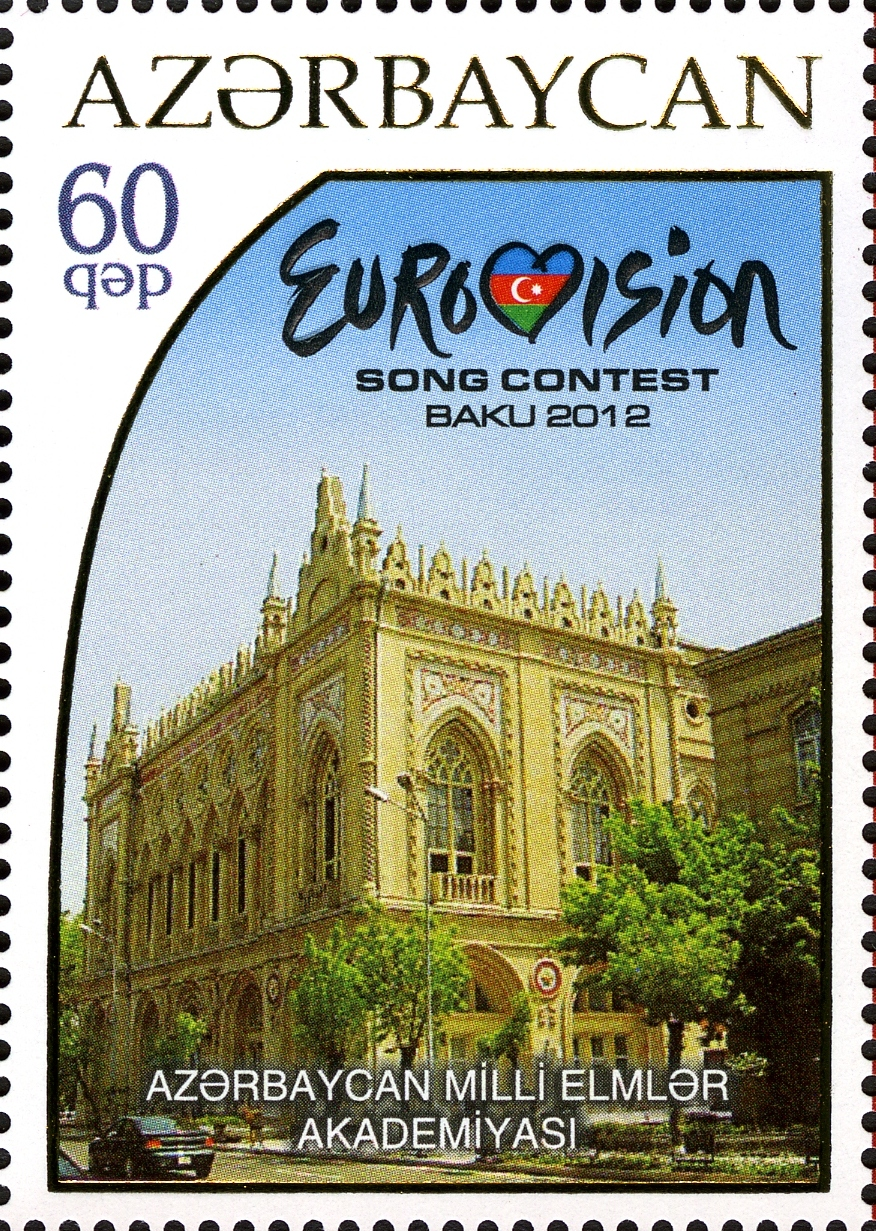
Sur le timbre de l'Azerbaïdjan

Agha Moussa a décrit la statue de pierre à l'entrée du centre et les anges qui l'entourent comme suit:
Si Ismail était en vie, j'ai beaucoup de petits-enfants autour de moi, comme des anges autour de la statue.
Le bâtiment a été restauré avec la participation d'Alexander Dubov en 1922-1923 et a été renommé pendant un moment dans le palais culturel turc. Lors de la restauration du bâtiment, les mots "Намят Нагиевым" (commémorant Nagiyev) sont écrits en majuscules au lieu du titre d'Ismaïliyya.
Il est étrange que les pierres et les détails en plastique du bâtiment aient été jeûnés sans utiliser de plâtre.
Dans les années suivantes, la Société azerbaïdjanaise de recherche et d’études scientifiques (1923-1929), l’Institut de recherche scientifique d’Azerbaïdjan (1929-1932), la branche transcaucasienne de l’Académie des sciences de l’URSS (1932-1935), la branche azerbaïdjanaise de l'Académie nationale des sciences de l'Azerbaïdjan de l'URSS (1933-1945) et, à partir de mars 1945, l'Académie des sciences d'Azerbaïdjan a été créée. Le premier congrès international du monde s'est tenu au palais d’Ismailiyya de février à mars 1926.
En 1927, lors du congrès des musulmans du Caucase, Chafiga Efendiyeva, Adila Chakhtakhtinskaya, Ayna Soultanova et des dizaines de femmes ont rejoint l'émancipation des femmes pour la première fois en Azerbaïdjan.
Après la cérémonie d'ouverture, des conférences des membres de la Société de charité musulmane, des réunions de femmes musulmanes et de l'intelligentsia de Bakou et des congrès du clergé se sont tenus dans la salle de réunion en pierre blanche du bâtiment. Les fenêtres du hall donnent sur la rue Nikolayevskaya. En 1918, pendant les jours de mars, le bâtiment fut endommagé par le feu et la guerre. En 1923, sous la direction de l'architecte Dubov, le bâtiment a été reconstruit et les phrases sur les façades avant et latérales ont été supprimées. Après la reconstruction d’Ismailiyya, il a été occupé par diverses organisations et agences: «Société d’inspection et d’étude de l’Azerbaïdjan», «Commission archéologique», «Société de la culture turque», «Fonds de manuscrits», section républicaine de l’Académie des sciences de l'URSS et d'autres. À l'heure actuelle, le Présidium de l'Académie des sciences s'y trouve.

## Galerie

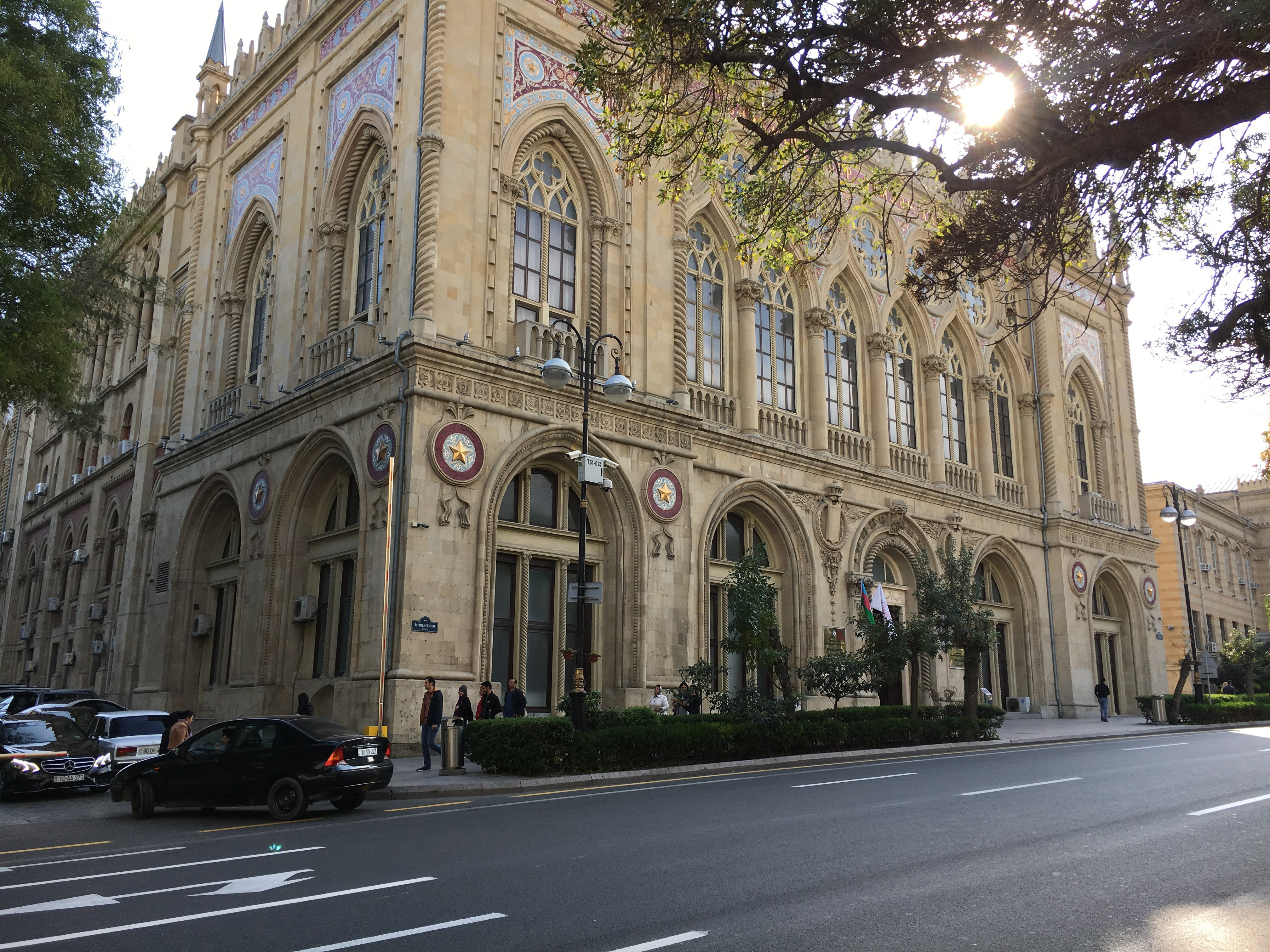
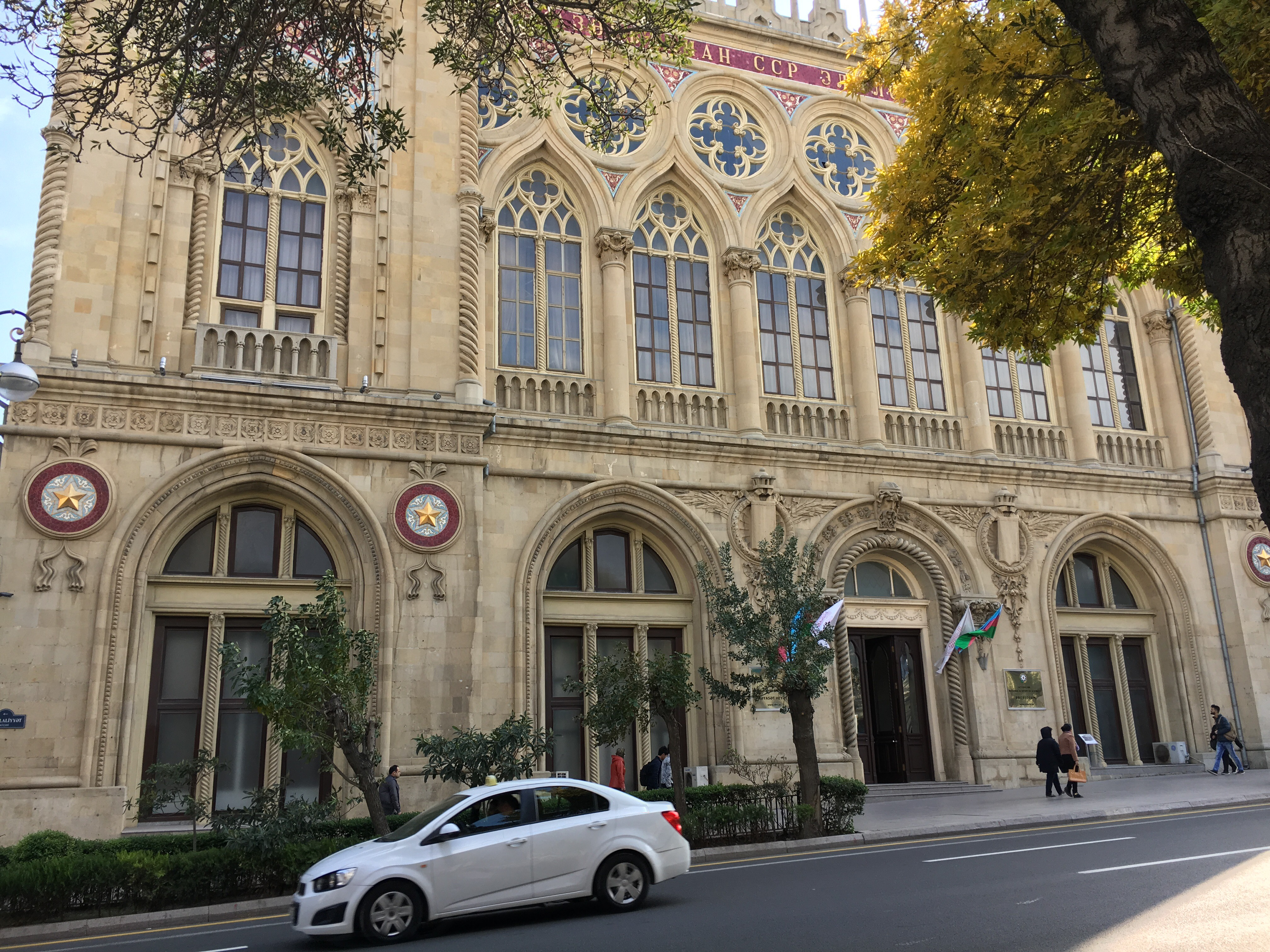
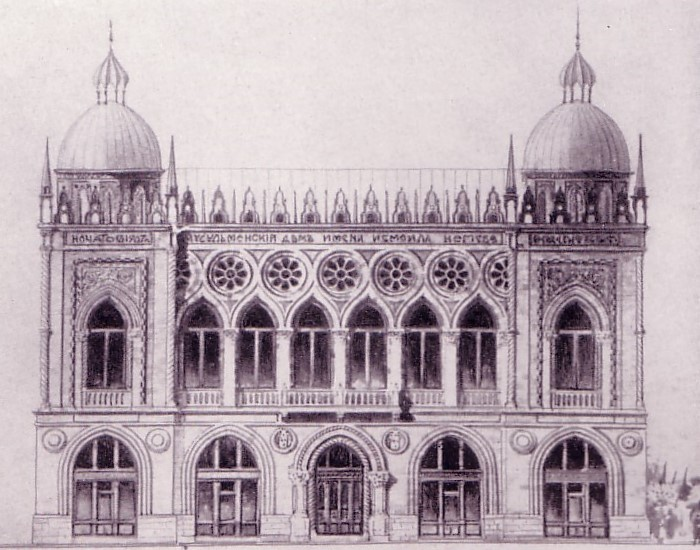
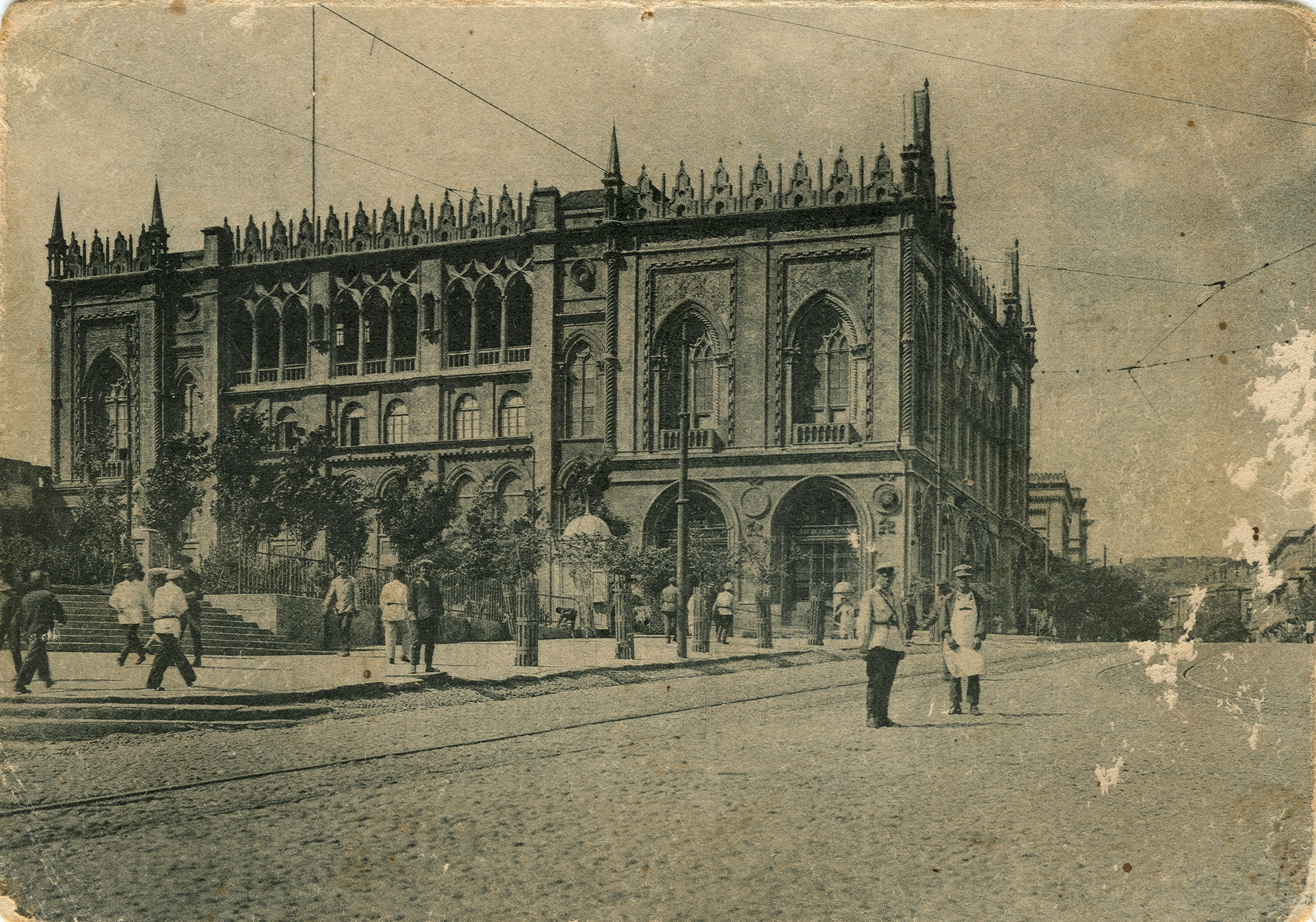
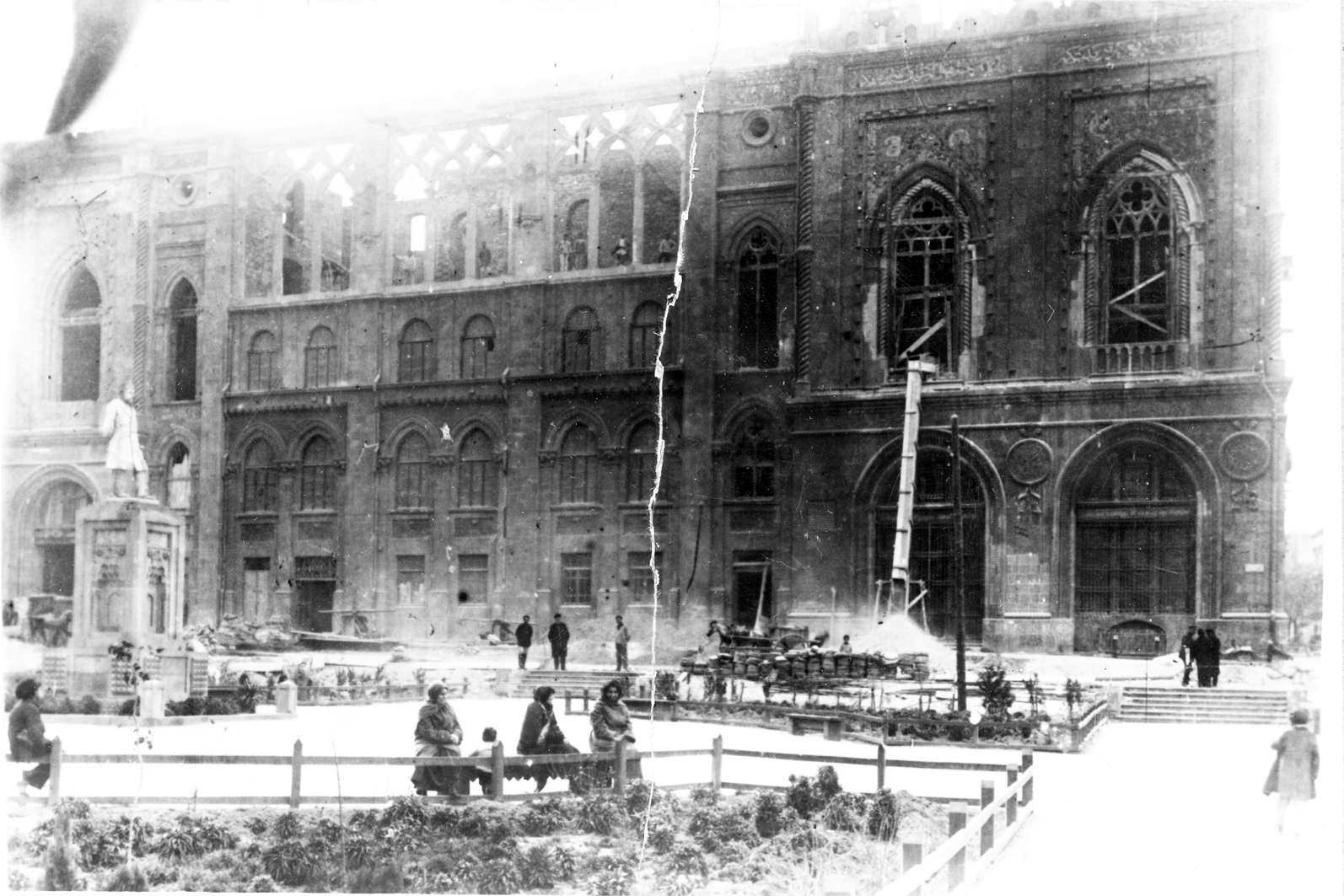
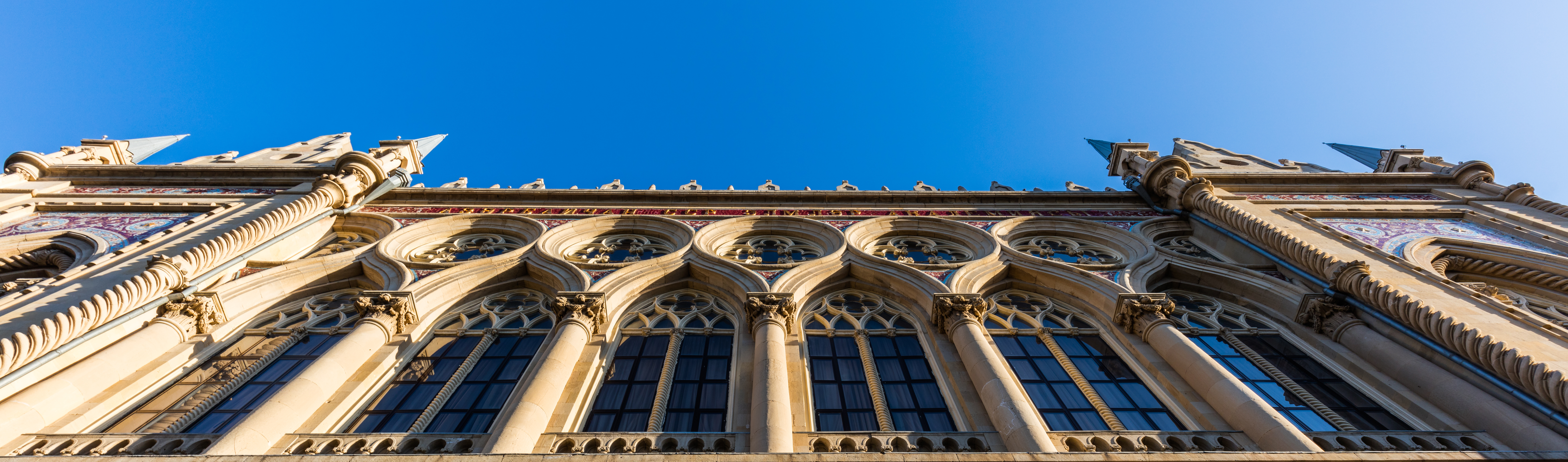
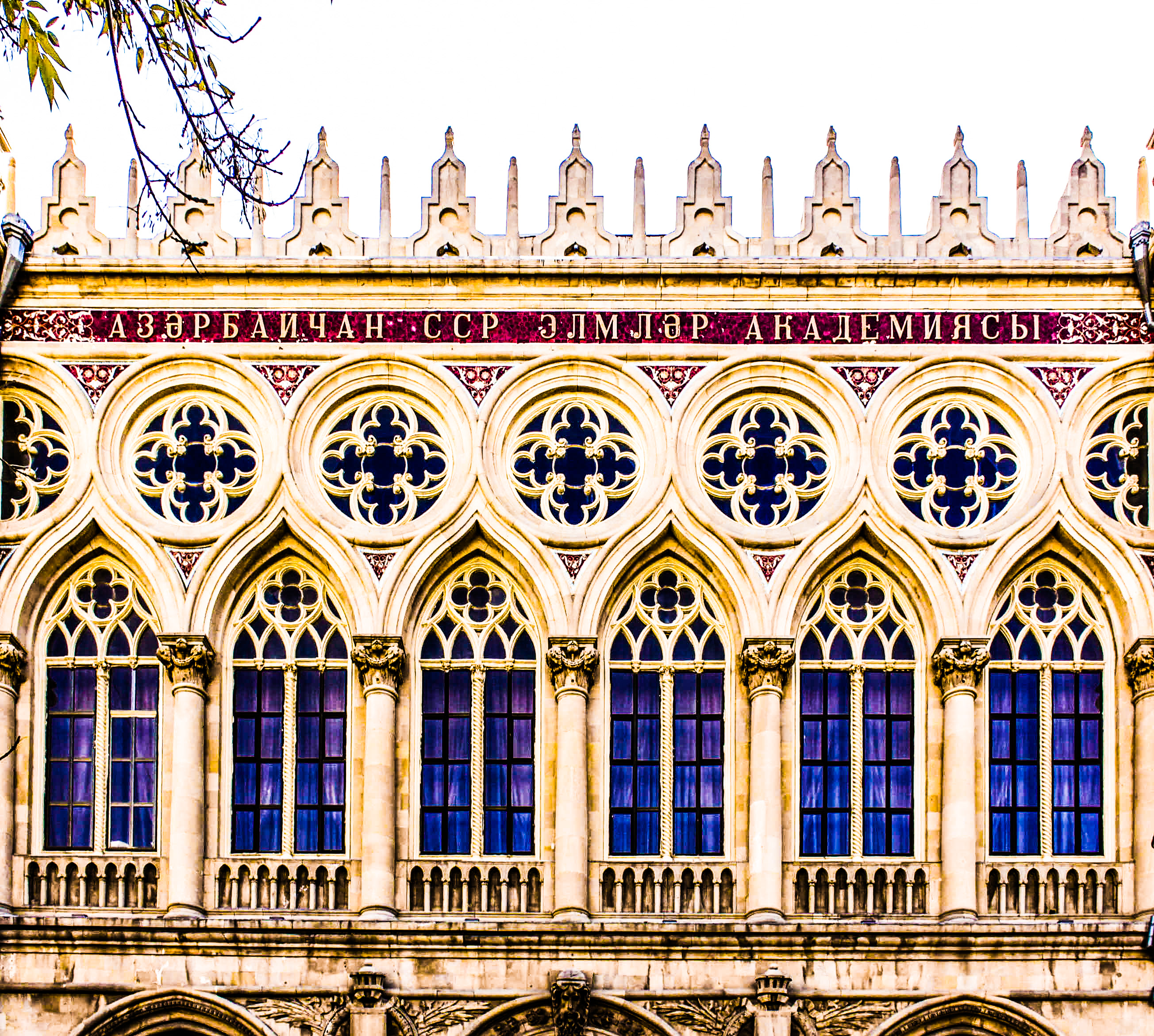
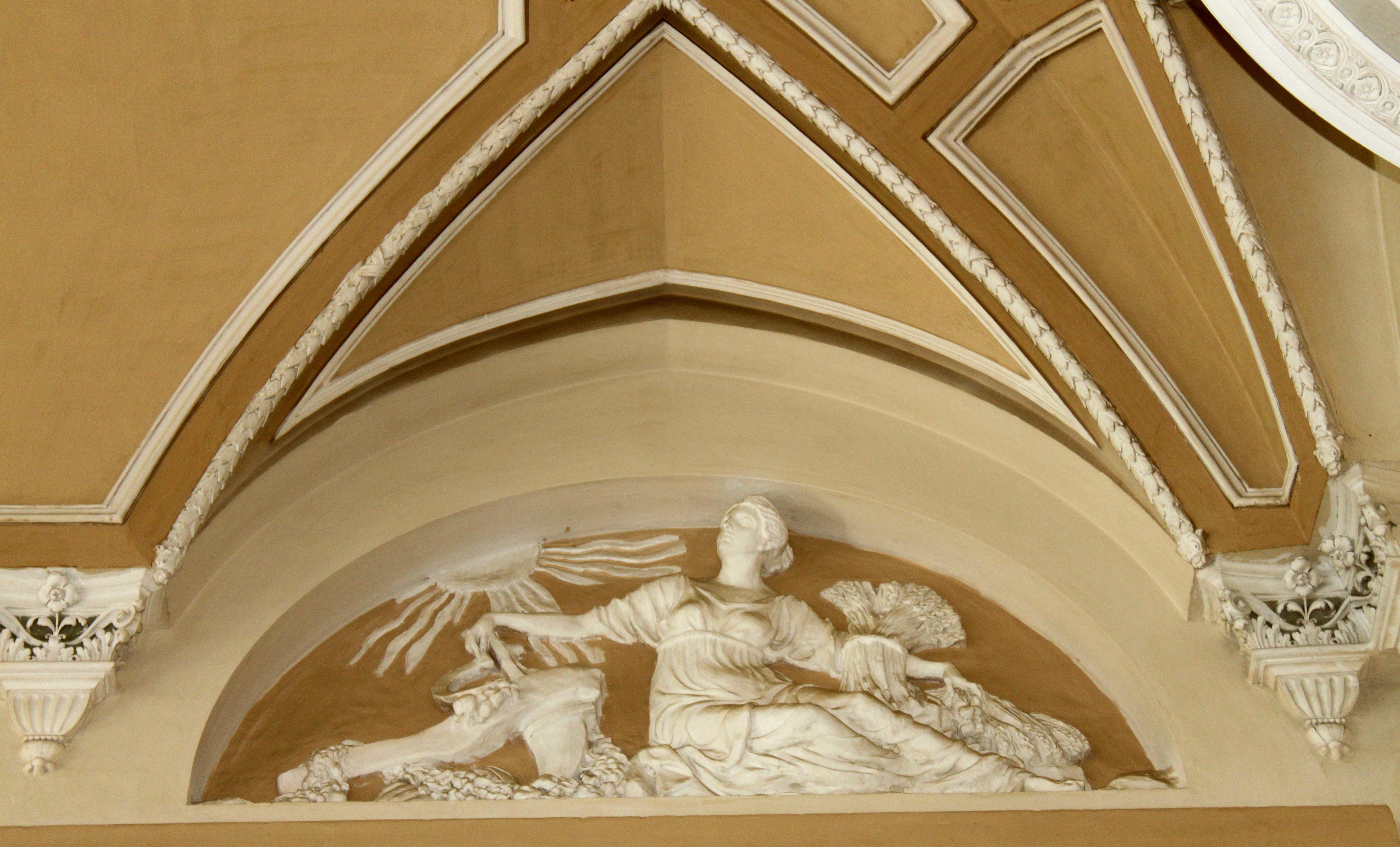
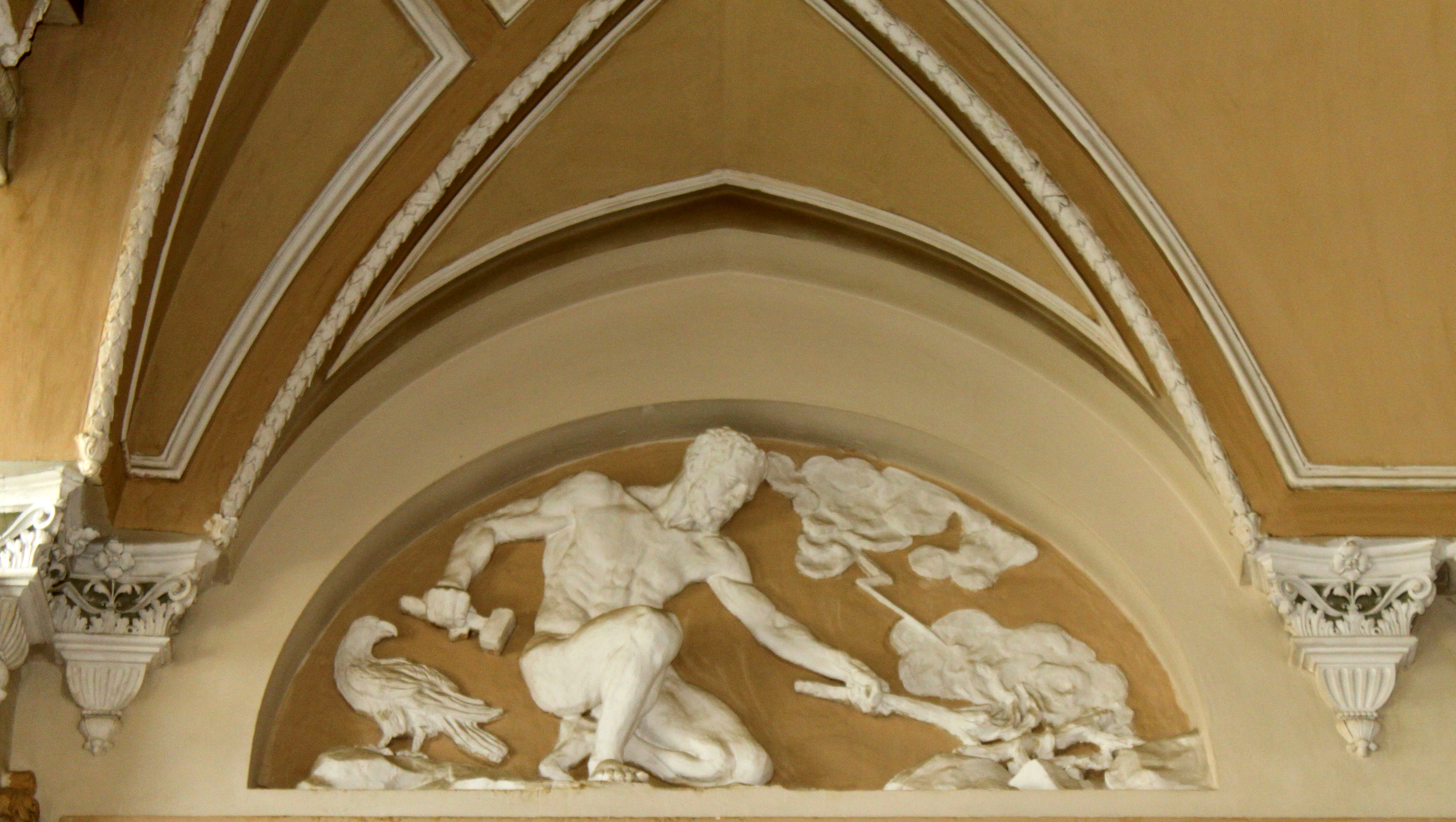
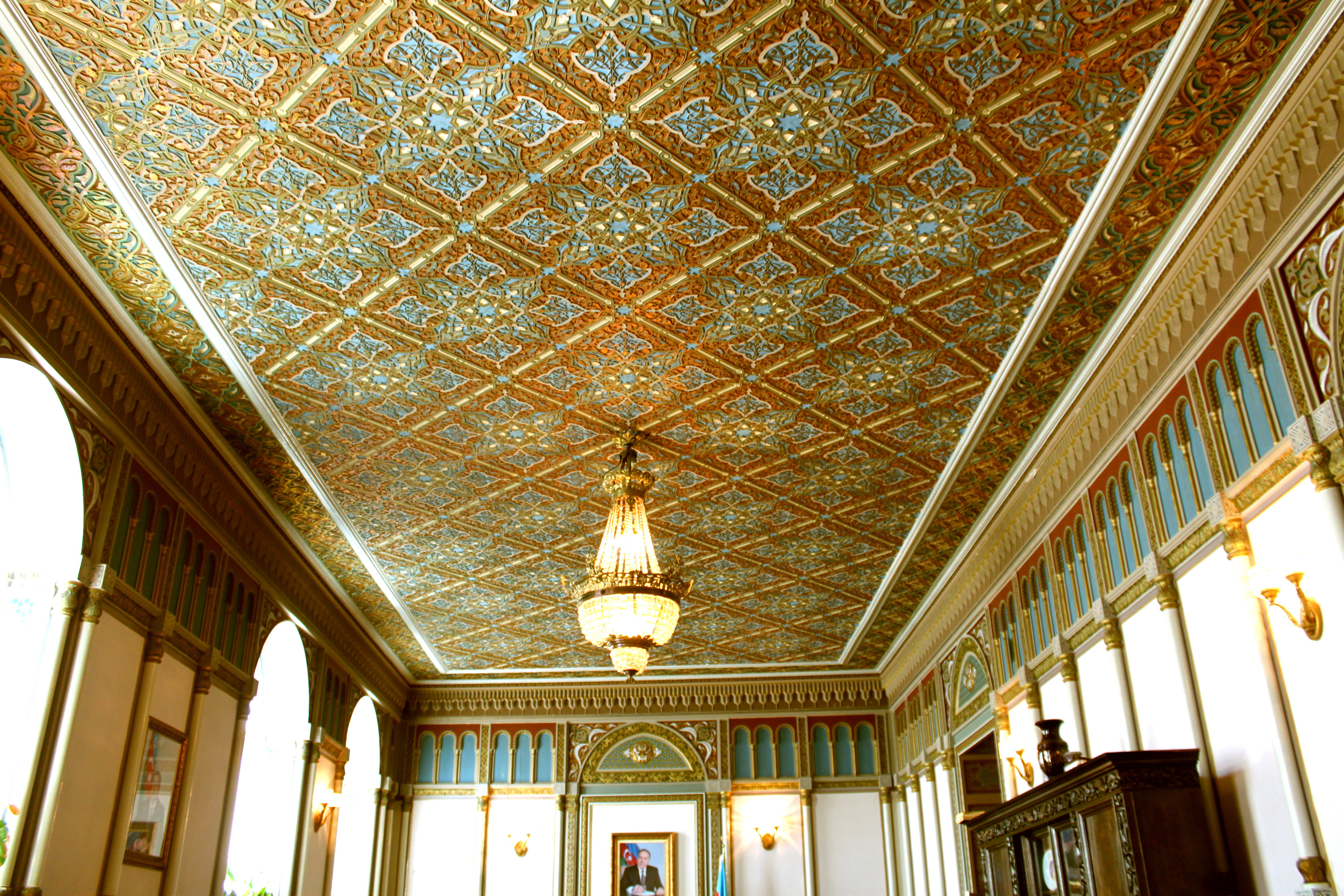